# لیندن (تنسی)
لیندن(به انگلیسی: Linden) شهری در ایالت تنسی کشور ایالات متحده آمریکا است که جمعیت آن در سرشماری سال ۲۰۱۰ میلادی، ۹۰۸ نفر بوده‌است.